# Évillers
Évillers település Franciaországban, Doubs megyében. Lakosainak száma 390 fő (2022. január 1.). Évillers Longeville, Mouthier-Haute-Pierre, Ouhans, Septfontaines és Val-d’Usiers községekkel határos.

## Népesség
A település népességének változása:
| Lakosok száma | 305  | 315  | 283  | 310  | 340  | 346  | 366  | 389  | 392  | 390  |
|               | 1968 | 1982 | 1990 | 2006 | 2013 | 2015 | 2017 | 2019 | 2020 | 2022 |